# ロクサンヌ・ホール
ロクサンヌ・ホール(Roxanne Hall、1976年3月17日 - )は、イギリス生まれのポルノ女優である。

## 経歴
1994年に18歳でアメリカ合衆国カリフォルニア州に渡り、ハードコア作品「Sodomania 8」でデビュー、以後400を超える作品に出演した。
1996年、男優のジョン・デッカーと結婚し１子を儲けたが、1999年に離婚している。

## 受賞
- XRCO's "Female Performer of the Year Award" 1999(ノミネート)
- AVN's "Best All-Girl Sex Scene -Video" 1999